# Zinaida Tusnolobova-Marchenko
Zinaida Tusnolobova-Marchenko (em russo:  Зинаида Туснолобова-Марченко) foi uma médica contratada do Exército Vermelho no 849º Regimento de Infantaria durante a Segunda Guerra Mundial. Depois de ser atacada por um soldado alemão em Kursk e sofrendo graves queimaduras pelo frio ela se tornou um quádruplo amputado. Com suas lesões, forçando-a a retirar-se do militar, ela falou no rádio e escreveu uma carta aberta para os soldados da 1ª Frente do Mar Báltico , que recebeu mais de 3000 respostas. Ela foi agraciada com o título de Heroína da União Soviética no dia 6 de dezembro de 1957, e com a Medalha Florence Nightingale, em 1965, tornando-se a terceira mulher soviética a receber a medalha da Cruz Vermelha.

## Prémios
- Heroína da União Soviética
- Ordem de Lenin
- Ordem do Estandarte Vermelho
- Ordem da Estrela Vermelha
- Medalha Florence Nightingale

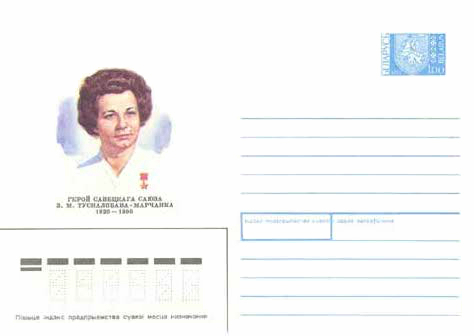
Envelope de 1992 da Bielorrússia com Tusnolobova-Marchenko

- Várias outras medalhas e condecorações